# 唐代驛傳制度
唐代驛傳制度十分發達。《大唐六典》紀載：「凡三十裡一驛。天下凡一千六百二十有九所，二百六十所水驛，一千二百九十七所陸驛，八十六所水陸相兼。」驛使備有船與馬，方便官吏進行文書往來傳遞。且驛使亦有專用的住宿場所，稱「驛館」。
為避免官員濫用驛館而影響政府財政負擔，因此對驛館有著十分具體嚴格的規定。原則上官員僅有因公才能使用驛館，且平日非急事也不得使用驛馬。但在特殊情形下（主要是節慶、請假時），為了表示皇帝的恩寵，官員也能因私事而使用。
唐朝以長安為中心，設有七條放射狀的重要驛道聯通全國，隨唐的郵驛制已更加完善，但在唐中期後，貪官汙吏開始利用驛傳制度來苛扣驛丁的口糧，驛丁生活困苦不堪，故在唐武宗時爆發了第一次的驛丁起義。

## 使用憑證
驛館的使用需有憑證，通常稱為「傳符、券或牒」，傳符以銅製作，因此為數不多。唐中期後藩鎮勢力增強使乘驛者增多，因此出現「轉牒」的憑證方式，指各地節度使批條子，讓驛使能憑此條子在驛館受到招待，但這種轉牒方式是非法的，並不被官方所允許，門下省發放的「正券、公券」才是正當的憑證，但因藩鎮勢力極大，故驛傳制度仍掌握在藩鎮手上。
唐玄宗時規定，驛使所持之卷符到目的地後應上繳，待事情辦完後再領回，回京城後將憑證交給門下省，憑證是由門下省所負責，上面須註明驛傳行程、經過哪些驛站、要花多久時間等等，憑證若不按期繳回則依律論罪。驛馬的使用，也需憑券牒向驛吏要求馬匹的發放，無券牒而索要驛馬，驛吏和官員都需受到懲罰。驛關也需遵守驛傳制度嚴格檢查，怠忽職守者亦受嚴懲。

## 馬政管理
驛傳制度最重要的便是馬政的管理與調度，馬匹是重要的交通與通訊工具，是確保國家驛傳體制正常運轉的重要關鍵。唐朝前期的馬政機構，中央與地方間具有統屬關係，地方的州(府)、鎮、縣、戍，都需聽從州的命令，州府掌控軍防形勢，指揮鎮、縣、戍做出部屬。唐前期的馬政是邊防不可或缺的軍事力量，也奠定其在交通上的重要地位。
馬政制度的完善是國力強弱的重要指標，也是經濟、軍事交通運輸的重要工具。唐代建立驛傳制度完整的交通體系，由主幹道與支線形成縱橫交錯的驛傳路線，設有眾多的傳驛與馬坊。馬匹的管理確保了驛傳制度的正常運轉，也建立唐朝中原與周邊民族的聯繫，奠定唐朝的版圖與國力的穩固。

## 影響
唐朝驛傳制度的管理規定嚴格分明、井然有序，對幅員遼闊的龐大帝國來說，政令通達能夠提高行政效率且節省社會資源，對於唐王朝的經濟、政治和軍事上的功能有不可低估的作用。
但在驛傳制度在具體實施過程中，仍然存在不少問題，一、符卷氾濫，驛館負擔加重；二、使者經常要求超額供給。但究其發生弊端之原因，是因驛傳制度缺乏一個強而有力的監督機制，負責此制度的官員多為兼職，他們既是監督者亦是驛傳的使用者，難以發揮監督之作用。再者，驛傳制度的建設無系統連貫性，各個制度之規定散見於不同律令格式，沒有形成完整的法規。再加上唐中期後，中央勢力衰弱，由藩鎮來掌握驛傳的使用，使得制度受到破壞，並無實際用處。
經費是驛傳制度最大的問題，《大唐六典》規定徵收戶稅時，每年一小稅，供軍國傳驛及郵遞之用。驛傳制度為了方便交通與通訊上的往來，因此在全國設置了龐大且嚴密的驛館網路，因此維持驛館的運作需要鉅額的經費，它成為財政支出中無法刪減的項目。且驛傳制度也需添購交通工具，驛馬的支出一樣無法避免，每年也需更換老死傷殘的驛馬，其費用一樣鉅額且不可少。其次，驛傳的官吏、來往的官員與馬匹的糧食也是一大筆支出，據估計，人馬每年需耗一百萬石以上之粟。
1. 1 2  李然，〈唐代官員使用館驛的管理制度〉，《中南民族大學民族學與社會學學院》8期（湖北，2004年）。
2. ↑  易偉新，〈從驛站到近代郵政制度的演變〉，《湖南師範大學社會科學學報》39卷4期（湖南，2010年7月），頁132-135。
3. ↑  古怡青，〈唐前期馬政的管理機構—以西州為重心的考察〉，《淡江史學》27期（臺北，2015年9月），頁163-190。
4. ↑  劉小鋒，〈唐代中朝交通與驛館〉，《陝西師范大學碩士論文》，2007年。